# Ashley (Indiana)
Ashley es un pueblo ubicado en el condado de DeKalb en el estado estadounidense de Indiana. En el Censo de 2010 tenía una población de 983 habitantes y una densidad poblacional de 209,92 personas por km².

## Geografía
Ashley se encuentra ubicado en las coordenadas 41°31′13″N 85°3′45″O / 41.52028, -85.06250. Según la Oficina del Censo de los Estados Unidos, Ashley tiene una superficie total de 4.68 km², de la cual 4.68 km² corresponden a tierra firme y (0%) 0 km² es agua.

## Demografía
Según el censo de 2010, había 983 personas residiendo en Ashley. La densidad de población era de 209,92 hab./km². De los 983 habitantes, Ashley estaba compuesto por el 95.63% blancos, el 0.2% eran afroamericanos, el 0.51% eran amerindios, el 0.31% eran asiáticos, el 0% eran isleños del Pacífico, el 1.63% eran de otras razas y el 1.73% pertenecían a dos o más razas. Del total de la población el 3.36% eran hispanos o latinos de cualquier raza.